# Tour of Utah
A Tour of Utah profi országúti kerékpárverseny. 2004-óta kerül megrendezésre, az Amerikai Egyesült Államok beli Utah államban, 2007-ben szponzorációs problémák miatt nem rendezték meg. Az első versenyt az amerikai John Osguthorp nyerte.

## Dobogósok
| Év   | Győztes           | Második           | Harmadik           |         |
| ---- | ----------------- | ----------------- | ------------------ | ------- |
| 2004 | John Osguthorpe   | Sandy Perrins     | Allan Butler       |         |
| 2005 | Andrew Bajadali   | Neil Shirley      | Burke Swindlehurst |         |
| 2006 | Scott Moninger    | Glen Chadwick     | Jeff Louder        |         |
| 2008 | Jeff Louder       | Blake Caldwell    | Glen Chadwick      |         |
| 2009 | Francisco Mancebo | Darren Lill       | Jeff Louder        |         |
| 2010 | Levi Leipheimer   | Francisco Mancebo | Ian Boswell        |         |
| 2011 | Levi Leipheimer   | Sergio Henao      | Janez Brajkovič    |         |
| 2012 | Johann Tschopp    | Matthew Busche    | Leopold König      |         |
| 2013 | Tom Danielson     | Chris Horner      | Janier Acevedo     |         |
| 2014 | Tom Danielson     | Chris Horner      | Winner Anacona     |         |
| 2015 | Joe Dombrowski    | Michael Woods     | Brent Bookwalter   |         |
| 2016 | Lachlan Morton    | Adrien Costa      | Andrew Talansky    |         |
| 2017 | Rob Britton       | Gavin Mannion     | Serghei Țvetcov    |         |
| 2018 | Sepp Kuss         | Ben Hermans       | Jack Haig          |         |
| 2019 | Ben Hermans       | James Piccoli     | Joe Dombrowski     |         |
| 2021 | törölve           | törölve           | törölve            | törölve |
| 2022 | törölve           | törölve           | törölve            | törölve |

## Külső hivatkozások
- Hivatalos honlap Archiválva 2016. augusztus 3-i dátummal a Wayback Machine-ben